# 오카모토 류노스케
오카모토 류노스케(일본어: 岡本 柳之助 おかもと りゅうのすけ[*], 가에이 5년 음력 8월 14일(1852년 9월 27일) ~ 1912년 (메이지 45년) 음력 5월 14일))는 기슈번 출신의 국수주의자, 대륙 낭인, 육군 소좌, 조선 궁내부 겸 군부 고문으로. 본성은 스와(諏訪). 일본 제국 육군 포병대 출신으로 강화도 조약 당시, 전권공사(全權公使)의 수행원으로 일하였다. 후에 조선으로 건너가서 이노우에 가오루의 심복으로, 대일본제국 공사관/부무관 겸 조선군부 고문으로 공사관에 자리를 잡는다. 이노우에 가오루가 물러나고 오카모토 류노스케는 미우라 고로의 심복으로써, 다케바시 사건(竹橋事件)에 관여하여 관직 박탈. 미우라 고로와 함께 을미사변을 주도. 신해혁명이 발발하자 상하이로 건너가 이곳에서 객사했다. 호는 도코(東光).

## 흥선대원군과 밀통
흥선대원군은 일본 공사관을 찾아와 명성황후 제거에 협조해줄 것을 요청했다. 그러나 오카모토는 처음에는 이 제의를 거절한다. 그 뒤 이준용이 김학우 암살사건에 연루되어 강화도로 유배된다.
대원군은 장손 이준용이 교동에 유폐된 이래 불만을 품고 공덕리의 별장 아소정에 칩거하면서 외출도 하지 않고 있었다. 그러나 뒤에 오카모토가 대원군을 찾아 설득하였다.
유길준은 명성황후를 "세계에서 가장 나쁜 여성"이라고 혹평하였으며 미국인 은사 모스에게 보내는 편지에 명성황후를 개화당 살해의 배후로 보았다. 편지 본문에서 유길준은 민비가 도움을 청하기 위해 러시아 공사와 비밀 접촉하고, 1894년 가을 개화당 모두를 살해하려는 계획을 꾸미다가 대원군에게 발각되었고 대원군은 일본공사 오카모토 류노스케와 협의 끝에 일본인들로부터 약간의 도움을 얻어 그녀를 죽이기로 결정하였다고 진술하였다. 편지에서 유길준은 명성황후 암살은 실행되었지만 흥선대원군이 명성황후 암살 문제를 일본공사와 협의하고 일본측에 약간의 도움을 요청한 것은 큰 실수였다고 지적하였다. 그러나 유길준은 '도움을 얻기 위해서는 달리 방법이 없었다.'는 의견도 덧붙였다.

## 저서
- 岡本柳之助(濤山) (1898년 1월).  井田錦太郎(易軒)編, 편집. [[[:틀:近代デジタルライブラリーURL]] 《岡本柳之助論策》] |url= 값 확인 필요 (도움말). 田中三七. 다음 글자 무시됨: ‘和書’ (도움말);
- 岡本柳之助編, 편집. (1898). [[[:틀:近代デジタルライブラリーURL]] 《日魯交渉北海道史稿》] |url= 값 확인 필요 (도움말). 風月書店. 다음 글자 무시됨: ‘和書’ (도움말)
  - 《日魯交渉北海道史稿》. 明治後期産業発達史資料 第289巻 府県産業篇 5 上. 龍溪書舎. 1995년 12월. 다음 글자 무시됨: ‘和書’ (도움말);  - 岡本編(1898)の復刊。
  - 《日魯交渉北海道史稿》. 明治後期産業発達史資料 第290巻 府県産業篇 5 下. 龍溪書舎. 1995년 12월. 다음 글자 무시됨: ‘和書’ (도움말);  - 岡本編(1898)の復刊。
- [[[:틀:近代デジタルライブラリーURL]] 《政教中正論》] |url= 값 확인 필요 (도움말). 村上書店. 1899년 11월. 다음 글자 무시됨: ‘和書’ (도움말);
- 岡本柳之助述 (1912).  平井晩村編, 편집. [[[:틀:近代デジタルライブラリーURL]] 《風雲回顧録》] |url= 값 확인 필요 (도움말). 武侠世界社. 다음 글자 무시됨: ‘和書’ (도움말)
  - 岡本柳之助述 (1988년 6월).  平井駒次郎編, 편집. 《風雲回顧録　伝記・岡本柳之助》. 伝記叢書 39. 大空社. 다음 글자 무시됨: ‘和書’ (도움말);  - 岡本(1912)の復刊。
  - 岡本柳之助 (1990년 3월).  平井晩村編, 편집. 《風雲回顧録》. 中公文庫. 中央公論社. ISBN 4-12-201691-6. 다음 글자 무시됨: ‘和書’ (도움말); 
  - 岡本柳之助 (2006년 1월).  平井晩村編, 편집. 《風雲回顧録》. 中公文庫 改版판. 中央公論新社. ISBN 4-12-204640-8. 다음 글자 무시됨: ‘和書’ (도움말);

## 참고 문헌
- イサベラ・バード (1994년 1월). 《朝鮮奥地紀行》. 東洋文庫 573 第2巻. 朴尚得訳. 平凡社. ISBN 4-582-80573-6. 다음 글자 무시됨: ‘和書’ (도움말); 
  - イザベラ・バード (1998년 8월). 《朝鮮紀行――英国婦人の見た李朝末期》. 講談社学術文庫. 時岡敬子訳. 講談社. ISBN 4-06-159340-4. 다음 글자 무시됨: ‘和書’ (도움말);
- 黒竜会編, 편집. (1935). 《東亜先覚志士記伝》 上巻. 黒竜会出版部. 다음 글자 무시됨: ‘和書’ (도움말)
- 黒竜会編, 편집. (1935). 《東亜先覚志士記伝》 中巻. 黒竜会出版部. 다음 글자 무시됨: ‘和書’ (도움말)
- 黒竜会編, 편집. (1936). 《東亜先覚志士記伝》 下巻. 黒竜会出版部. 다음 글자 무시됨: ‘和書’ (도움말)
  - 黒竜会編, 편집. (1966). 《東亜先覚志士記伝》. 明治百年史叢書. 原書房. 다음 글자 무시됨: ‘和書’ (도움말)
  - 葛生能久 (1997년 5월). 《東亜先覚志士記伝》. 伝記叢書 254 上. 大空社. ISBN 4-7568-0465-9. 다음 글자 무시됨: ‘和書’ (도움말); 
  - 葛生能久 (1997년 5월). 《東亜先覚志士記伝》. 伝記叢書 255 中. 大空社. ISBN 4-7568-0466-7. 다음 글자 무시됨: ‘和書’ (도움말); 
  - 葛生能久 (1997년 5월). 《東亜先覚志士記伝》. 伝記叢書 256 下. 大空社. ISBN 4-7568-0467-5. 다음 글자 무시됨: ‘和書’ (도움말);
- 児島襄 (1977년 11월). 《大山巌》. 第1巻 幕末・維新. 文藝春秋. 다음 글자 무시됨: ‘和書’ (도움말);
- 児島襄 (1977년 11월). 《大山巌》. 第2巻 西南戦争. 文藝春秋. 다음 글자 무시됨: ‘和書’ (도움말);
- 児島襄 (1977년 12월). 《大山巌》. 第3巻 日清戦争 1. 文藝春秋. 다음 글자 무시됨: ‘和書’ (도움말);
- 児島襄 (1978년 2월). 《大山巌》. 第4巻 日清戦争 2. 文藝春秋. 다음 글자 무시됨: ‘和書’ (도움말); 
  - 児島襄 (1985년 6월). 《大山巌》. 文春文庫. 第1巻 戊辰戦争. 文藝春秋. ISBN 4-16-714119-1. 다음 글자 무시됨: ‘和書’ (도움말); 
  - 児島襄 (1985년 6월). 《大山巌》. 文春文庫. 第2巻 西南戦争. 文藝春秋. ISBN 4-16-714120-5. 다음 글자 무시됨: ‘和書’ (도움말); 
  - 児島襄 (1985년 7월). 《大山巌》. 文春文庫. 第3巻 日清戦争 1. 文藝春秋. ISBN 4-16-714121-3. 다음 글자 무시됨: ‘和書’ (도움말); 
  - 児島襄 (1985년 7월). 《大山巌》. 文春文庫. 第4巻 日清戦争 2. 文藝春秋. ISBN 4-16-714122-1. 다음 글자 무시됨: ‘和書’ (도움말);
- 角田房子 (1988년 1월). 《閔妃暗殺　朝鮮王朝末期の国母》. 新潮社. ISBN 4-10-325806-3. 다음 글자 무시됨: ‘和書’ (도움말); 
  - 角田房子 (1993년 7월). 《閔妃暗殺　朝鮮王朝末期の国母》. 新潮文庫. 新潮社. ISBN 4-10-130804-7. 다음 글자 무시됨: ‘和書’ (도움말);
- 名草杜夫 (1980년 11월). 《右翼浪人登場　岡本柳之助の光と影》. 草風社. 다음 글자 무시됨: ‘和書’ (도움말);
- 福澤諭吉 (1971년 12월). 《福澤諭吉全集》 別巻. 岩波書店. pp. 92 f쪽. 다음 글자 무시됨: ‘和書’ (도움말);  - 岡本柳之助宛の書簡（1894年（明治27年）8月21日）を収録。
- 八木信雄 (1978년 12월). 《日本と韓国》. 日韓文化協会. 다음 글자 무시됨: ‘和書’ (도움말); 
  - 八木信雄 (1983년 7월). 《日本と韓国》 増補2版판. 日韓文化協会. 다음 글자 무시됨: ‘和書’ (도움말);
- 竹橋事件百周年記念出版編集委員会 (1979년 5월). 《竹橋事件の兵士達》. 徳間書店. 다음 글자 무시됨: ‘和書’ (도움말);

## 같이 보기
- 아다치 겐조
- 을미사변
- 하기하라 히데지로
- 조선과 그 이웃 나라들
- 미우라 고로